# Danny Ward
Daniel Ward (* 22. června 1993 Wrexham) je velšský profesionální fotbalový brankář, který hraje v anglickém klubu Leicester City a ve velšském národním týmu.
Ward dříve chytal za Liverpool či v rodném Wrexhamu. Do velšské reprezentace byl poprvé nominován v roce 2013 a debutoval v roce 2016. Byl součástí jejich týmu, který se dostal do semifinále Mistrovství Evropy 2016.

## Reprezentační kariéra
Poprvé byl povolán do reprezentace na přátelský zápas proti Finsku dne 16. listopadu 2013. Do zápasu, který skončil nerozhodně 1:1, však nezasáhl.
Debutoval dne 24. března 2016, když v přátelském utkání proti Severnímu Irsku o poločase vystřídal Wayna Hennesseyho. Ward byl nominován na závěrečný turnaj Euro 2016. Odehrál pouze první zápas základní skupiny proti Slovensku (vítězství 2:1), poté co se Hennessey zranil v předzápasové rozcvičce.

## Statistiky

### Klubové
K 10. únoru 2021
| Klub                      | Sezóna  | Liga                 | Liga   | Liga | Národní pohár | Národní pohár | Ligový pohár | Ligový pohár | Ostatní | Ostatní | Celkem | Celkem |
| Klub                      | Sezóna  | Liga                 | Zápasy | Góly | Zápasy        | Góly          | Zápasy       | Góly         | Zápasy  | Góly    | Zápasy | Góly   |
| ------------------------- | ------- | -------------------- | ------ | ---- | ------------- | ------------- | ------------ | ------------ | ------- | ------- | ------ | ------ |
| Wrexham                   | 2010/11 | Conference Premier   | 0      | 0    | 0             | 0             | —            | —            | 0       | 0       | 0      | 0      |
| Wrexham                   | 2011/12 | Conference Premier   | 0      | 0    | 0             | 0             | —            | —            | 0       | 0       | 0      | 0      |
| Wrexham                   | Celkem  | Celkem               | 0      | 0    | 0             | 0             | —            | —            | 0       | 0       | 0      | 0      |
| Tamworth (host.)          | 2010/11 | Conference Premier   | 1      | 0    | —             | —             | —            | —            | —       | —       | 1      | 0      |
| Liverpool                 | 2014/15 | Premier League       | 0      | 0    | 0             | 0             | 0            | 0            | 0       | 0       | 0      | 0      |
| Liverpool                 | 2015/16 | Premier League       | 2      | 0    | 0             | 0             | 0            | 0            | 0       | 0       | 2      | 0      |
| Liverpool                 | 2017/18 | Premier League       | 0      | 0    | 0             | 0             | 1            | 0            | 0       | 0       | 1      | 0      |
| Liverpool                 | Celkem  | Celkem               | 2      | 0    | 0             | 0             | 1            | 0            | 0       | 0       | 3      | 0      |
| Morecambe (host.)         | 2014/15 | League Two           | 5      | 0    | —             | —             | —            | —            | —       | —       | 5      | 0      |
| Aberdeen (host.)          | 2015/16 | Scottish Premiership | 21     | 0    | 1             | 0             | 1            | 0            | 6       | 0       | 29     | 0      |
| Huddersfield Town (host.) | 2016/17 | Championship         | 43     | 0    | 0             | 0             | 1            | 0            | 2       | 0       | 46     | 0      |
| Leicester City            | 2018/19 | Premier League       | 0      | 0    | 1             | 0             | 4            | 0            | —       | —       | 5      | 0      |
| Leicester City            | 2019/20 | Premier League       | 0      | 0    | 2             | 0             | 2            | 0            | —       | —       | 4      | 0      |
| Leicester City            | 2020/21 | Premier League       | 0      | 0    | 2             | 0             | 1            | 0            | 2       | 0       | 5      | 0      |
| Leicester City            | Celkem  | Celkem               | 0      | 0    | 5             | 0             | 7            | 0            | 2       | 0       | 14     | 0      |
| Celkem                    | Celkem  | Celkem               | 72     | 0    | 6             | 0             | 10           | 0            | 10      | 0       | 98     | 0      |

### Reprezentační
K 2. červnu 2021
| Wales  | Wales  | Wales |
| Rok    | Zápasy | Góly  |
| ------ | ------ | ----- |
| 2016   | 3      | 0     |
| 2017   | 1      | 0     |
| 2018   | 1      | 0     |
| 2019   | 2      | 0     |
| 2020   | 3      | 0     |
| 2021   | 3      | 0     |
| Celkem | 13     | 0     |

## Ocenění

### Klubové

#### Liverpool
- Evropská liga UEFA: 2015/16 (druhé místo)[6]

##### Leicester City
- FA Cup: 2020/21[7]